# Sosticus
Sosticus es un género de arañas araneomorfas de la familia Gnaphosidae. Se encuentra en la zona holártica y la India.

## Lista de especies
Según The World Spider Catalog 12.0:
- Sosticus californicus Platnick & Shadab, 1976
- Sosticus dherikanalensis Gajbe, 1979
- Sosticus insularis (Banks, 1895)
- Sosticus jabalpurensis Bhandari & Gajbe, 2001
- Sosticus loricatus (L. Koch, 1866)
- Sosticus nainitalensis Gajbe, 1979
- Sosticus pawani Gajbe, 1993
- Sosticus poonaensis Tikader, 1982
- Sosticus solanensis Gajbe, 1979
- Sosticus sundargarhensis Gajbe, 1979